# متروجت الرحلة 9268
رحلة متروجت 9268 هي حادثة تحطم وقعت يوم السبت 31 أكتوبر 2015، لطائرة ركاب روسية، من نوع إيرباص إيه 321، في رحلتها رقم (9268) وهي في طريقها من منتجع شرم الشيخ إلى سان بطرسبورغ، روسيا. وعلى متنها 224 راكبا (217 مسافرا و7 من الطاقم) قتلوا جميعاً في الحادثة. تحطمت الطائرة على بعد 100 كلم جنوب مدينة العريش المصرية.
تشغّل الطائرة الروسية شركة طيران كوغاليم أفيا والمعروفة اختصاراً باسم «كولافيا» وتجارياً باسم «متروجت»، ومستأجرة من قبل شركة ايرلندية تستخدمها لنقل السياح من أوروبا إلى منتجع شرم الشيخ المصري. وقالت هيئة الطيران الروسية إن الطائرة أقلعت من شرم الشيخ عند الساعة 6.21 بتوقيت موسكو وفقد الاتصال بها بعد 23 دقيقة من إقلاعها.
مع 224 قتيلاً، تكون الرحلة 9268 هي الأكثر دموية لحادث تحطم لطائرة يقع في مصر، متجاوزاً حادث تحطم الرحلة 604 التابعة لخطوط فلاش الجوية في عام 2004، وهو أيضا أعنف حادث تحطم لطائرة من نوع إيرباص إيه 321، متجاوزاً حادثة تحطم عام 2010 لرحلة رقم 202 والتابعة لخطوط إيربلو في باكستان، والأكثر دموية لسلسلة عائلة طائرات إيرباص إيه 320 متجاوزا حادثة الرحلة 3054 طيران تام والتي وقعت في عام 2007.

## الطائرة

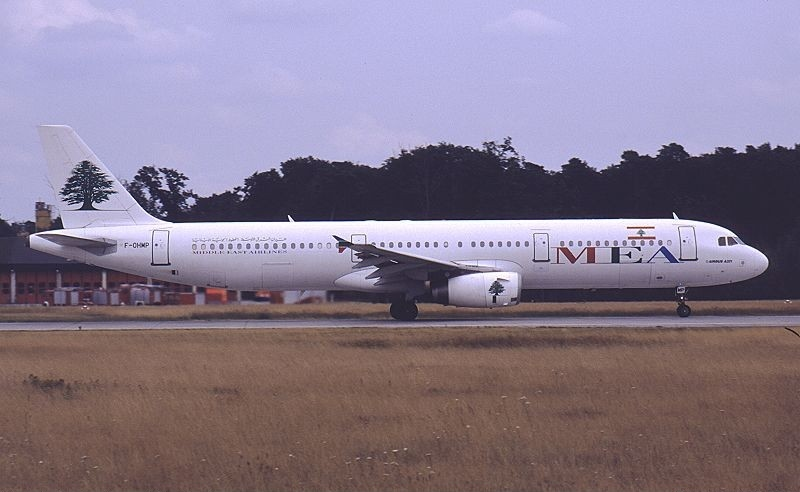
الطائرة عند ظهورها الأول بألوان وشعار طيران الشرق الأوسط

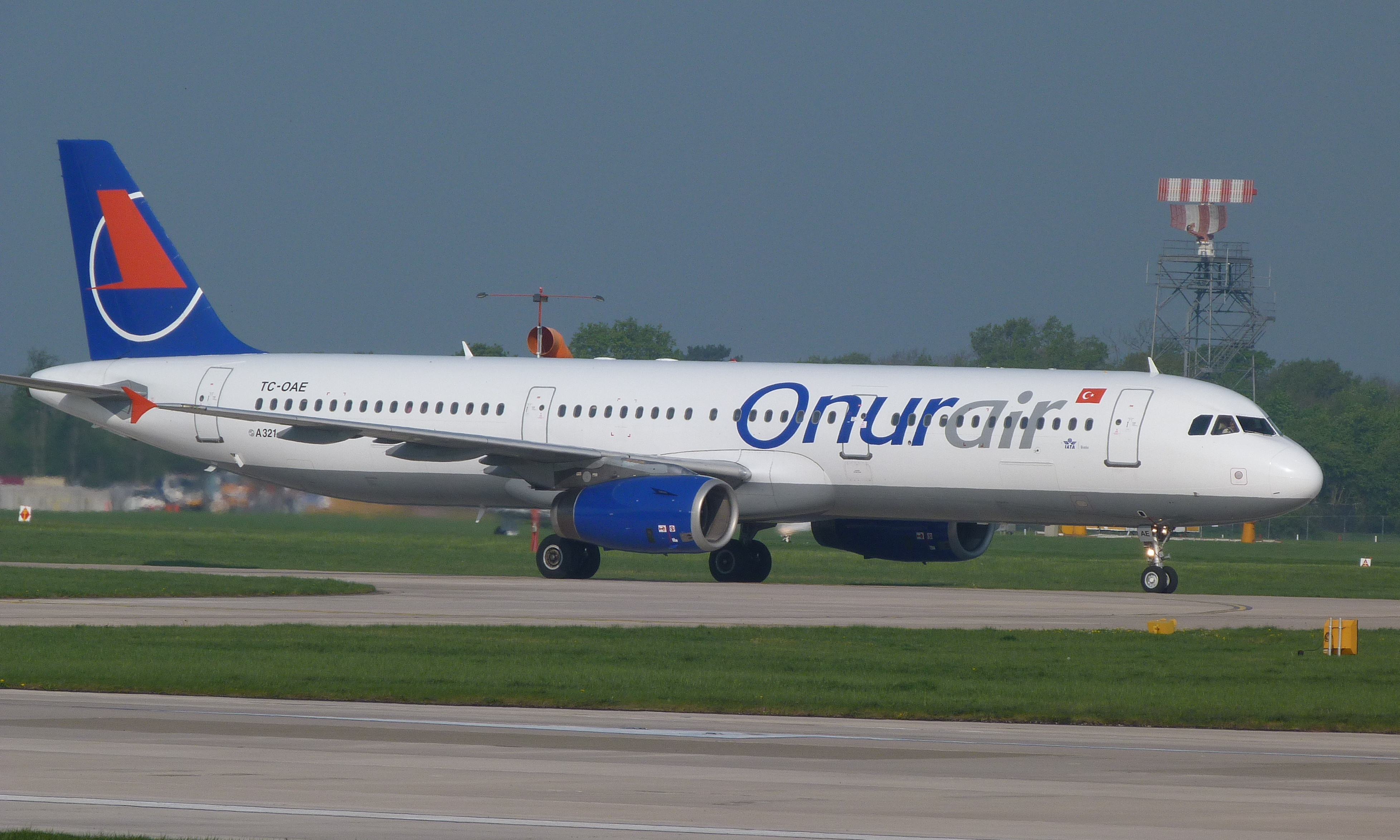
الطائرة في مطار مانشستر في أبريل 2011 خلال عملها مع شركة أونور إير التركية

الطائرة هي من نوع إيرباص إيه 321-231، وذات الرقم التسلسلي 663، والمملوكة والمؤجرة لشركة إيركاب (AerCap) والتي تتخذ من دبلن مقرا لها، كان عمرها عند وقت وقوع الحادث 18 عاما. الطائرة كانت قد طلبتها خطوط فيتنام الجوية والتي تراجعت عن طلب الشراء، ولاحقا تم تسليم الطائرة لشركة طيران الشرق الأوسط في مايو 1997 برقم تسجيل (F-OHMP). وفي وقت لاحق امتلكتها شركة «أونور إير» التركية برقم تسجيل (TC-OAE). وقامت بتأجيرها لفترات متقطعة لكل من الخطوط السعودية وخطوط المحيط الهادئ الجوية حتى أكتوبر 2011. وفي أبريل 2012، استحوذت «كولافيا» (تابعة لكوغاليم أفيا) على الطائرة تحت اسم التسجيل (EI-ETJ). وفي وقت لآحق من شهر مايو 2012، نقلت إلى «متروجت» (تابعة لكوغاليم أفيا).
الطائرة تدفع بمحركين من طراز في 2533 من إنتاج شركة محركات ايرو الدولية، وهُيّئت لتحمل 220 راكبافي تكوين الدرجة الاقتصادية فقط. وكانت الطائرة قد حققت 56000 ساعة طيران في 21,000 رحلة جوية.
من جهة أخرى كشفت ناتاليا تروخاشيفا، زوجة مساعد الطيار سيرجي تروخاشيف، في مقابلة مع القناة الروسية التي تسيطر عليها الدولة NTV أن زوجها قد اشتكى من الحالة الفنية للطائرة. وقالت إن ابنتهما كانت قد "اتصلت به قبل أن يطير". وأنه شكا لها قبل الرحلة أن الحالة التقنية للطائرات افتقرت للكثير مما هو مطلوب."

## تفاصيل الحادث

مسار الإقلاع ومنطقة التحطم

انطلقت من مطار شرم الشيخ في مصر عند الساعة 6:21. إلا أن الاتصال اللاسلكي انقطع مع أبراج المراقبة، وانتهى المطاف بسقوطها بالقرب من مركز الحسنة على بعد 100 كم من منطقة العريش المصرية.

## الركاب وأفراد الطاقم
| الجنسية       | الركاب | الطاقم | المجموع |
| ------------- | ------ | ------ | ------- |
| روسيا         | 213    | 7      | 220     |
| أوكرانيا      | 3      | 0      | 3       |
| روسيا البيضاء | 1      | 0      | 1       |
| المجموع       | 217    | 7      | 224     |

الرحلة 9268، كانت تقل 217 راكباً من بينهم 17 طفلاً، وسبعة من أفراد الطاقم. ووفقا لمسؤولين مصريين، فإن 214 من الركاب كانوا من روسيا، و 3 من أوكرانيا. معظم الركاب كانوا من السياح العائدين إلى روسيا بعد قضاء عطلاتهم في المنتجعات المصرية على ساحل البحر الأحمر.
ووفقا لكوغاليم، فإن قائد الطائرة لدية أكثر من 12,000 ساعة طيران، بما في ذلك 3800 ساعة على طائرات إيرباص إيه 321.

## تبني سقوط الطائرة
أعلن تنظيم ولاية سيناء، الفرع المصري لتنظيم الدولة الإسلامية (داعش)، مسؤوليته عن إسقاط الطائرة الروسية التي تحطمت في سيناء. ومن جهة أخرى، صرح وزير النقل الروسي مكسيم سوكولوف، أن إعلان تنظيم الدولة الإسلامية مسؤوليته عن تحطم طائرة النقل العارض الروسية فوق سيناء «لا يمكن اعتباره صحيحا».
وكان قد سجل أحد الأقمار الصناعية الأمريكية المخصصة للتجسس والعاملة بالأشعة تحت الحمراء وميضاً حرارياً فوق سيناء في نفس اللحظة التي تحطمت فيها الطائرة الروسية المنكوبة ايرباص А321. ونشر موقع قناة “CBS”الأمريكية، ان المعطيات بخصوص هذا الأمر قد يكون بسبب قنبلة أو بسبب انفجار المحرك أو خزان الوقود بسبب عطل فني في الطائرة. ومن جهته قال المتحدث باسم البنتاجون، ”ان الوميض الذي رصده القمر الصناعى فوق سيناء في نفس لحظة تحطم الطائرة، قد يكون له علاقة بما حدث للطائرة وقد لا يكون له علاقة بالطائرة اطلاقاً”، وأكد أن مستشعرات الأشعة تحت الحمراء للقمر الصناعى والمخصصة لاكتشاف الصواريخ سجلت بالفعل عدة ومضات في نفس المكان والزمان التي كانت تحلق فيه الطائرة المنكوبة فوق سيناء. ويرى المتحدث باسم البنتاجون، أن الوميض الذي سجله القمر إذا كان له علاقة بالطائرة فإن هذا يعني أنه ثمة شيء حدث للطائرة أثناء تحليقها أو أثناء ارتطامها بالأرض، لكنه أشار أن المنطقة تشهد حالياً اشتباكات مع المجموعات الإرهابية ما يعني أن هذا الوميض قد لا يكون له أي علاقة بالطائرة. كما قال ”ان الطائرة الروسية تحطمت على ارتفاع شاهق واثناء تحطمها سجلت مستشعرات الأشعة تحت الحمراء للقمر الصناعي انفجاراً، لكن في نفس الوقت لم يسجل القمر أي أثر حراري على إطلاق صواريخ”.
نقلت وكالة «فرانس برس»، عن مصدر في التحقيق بحادث الطائرة الروسية قوله: إن الصندوق الأسود يشير إلى صدمة مفاجئة أدت لسقوط الطائرة الروسية في سيناء. أكد تسجيل الصندوق الأسود من طائرة «إيرباص 321» المنكوبة في سيناء أن قنبلة سبب تحطم الطائرة. ووفقًا لموقع «لو بوينت» الفرنسي فإن المحققيين تمكنوا أخيرًا من قراءة محتويات الصندوق محاولةً لاكتشاف سبب تحطم الطائرة الروسية الذي أسفر عن مقتل 224 شخصًا. وقال أحد الخبراء للموقع، سبب تحطم الطائرة ليس خللًا فنيًا أو خطأ من الطيار ولكنه قنبلة زرعت في الطائرة. ونوهت صحيفة «ميرور» البريطانية بأن خبراء من روسيا، وفرنسا، وألمانيا وأيرلندا، بمساعدة الطيران المدني المصري، يعملون لفك شفرة تسجيلات الطائرة بعد يوم من الحادث. وقال الخبراء إن مسجل صوت قمرة القيادة أكد أن انفجار ما قد حدث. وقال مصدر قريب من التحقيق ان «فرضية الانفجار الناتج من خلل فني أو حريق مستبعدة بشكل كبير لان التسجيلات (في حالة مماثلة) كانت سترصد شيئا قبل انقطاع الاتصال وكان الطياران سيقولان شيئا». لكن المصدر تدارك «ان فرضية الانفجار العرضي العنيف تبقى ممكنة أيضا نظريا، الا انها هنا وانطلاقا من الوقائع تعتبر ضئيلة الاحتمال بشكل كبير» قبل ان يضيف «ان أي طائرة لا يمكن ان تتوقف بهذا الشكل المفاجئ عن بث معلومات وهي تحلق على ارتفاع كبير ما لم يكن هناك انفجار».
في مساء الأربعاء 18 نوفمبر، نشرت مجلة دابق الإلكترونية التابعة لتنظيم الدولة الإسلامية (داعش) صورة قالت إنها للقنبلة التي استخدمتها في تنفيذ عمليتها وتفجير الطائرة. وأظهرت الصورة قنبلة بدائية الصنع قال أن التنظيم أنه استطاع تهريبها إلى الطائرة من مطار شرم الشيخ عبر ثغرة أمنية.

## ردود الفعل
- مصر: استبعدت مصادر عسكرية مصرية أن تكون الجماعات المتطرفة في شمال سيناء وراء إسقاط طائرة الركاب الروسية، مؤكدة أن إمكانيات الجماعات المتطرفة لا تؤهلها لإسقاط طائرات الركاب التي تحلق على ارتفاعات عالية. وأوضحت المصادر لصحف مصرية خاصة أن «تلك الجماعات لا تمتلك سوى صواريخ حرارية، وأنها تتعامل مع أهداف منخفضة مثل المروحيات، لكنها لا تستطيع التعامل مع طائرات إف 16 أميركية الصنع أو الطائرات المدنية التي تطير على ارتفاعات عالية». وقالت مصادر بوزارة الطيران إنه تبين من الفحص الأولي للطائرة وذيلها عدم تعرضها لعملية إرهابية، وإن الحادث طبيعي نتيجة عطل فني أصابها، مضيفاً: «لا يوجد أحياء بين ركاب الطائرة». وبالرغم من استبعاد مصادر سيادية في مصر شبهة العمل الإرهابي في الحادث، الا أن وزارة السياحة المصرية قررت وقف رحلات السفارى جميعها بدأ من 31 أكتوبر 2015، لحين إشعار أخر مع عدم استئناف النشاط قبل التنسيق مع كل الجهات المعنية.[24][25]
- روسيا أعلنت وزارة النقل الروسية فور وقوع الحادث إلى أنه لا يوجد ما يؤكد أن الكارثة حصلت بسبب عمل إرهابي. فيما أعلن وزير النقل ماكسيم سوكولوف أن الجانب الروسي سيشارك بأكبر قدر من الفعالية في التحقيق الدولي حول أسباب الكارثة.وقال سوكولوف: «نحن على اتصال دائم بجميع المراقبين الجويين». وأعلن الكرملين أن السيسي وعد بوتين بتوفير ظروف لمشاركة واسعة للمختصين الروس في التحقيقات حول أسباب تحطم الطائرة الروسية في سيناء. وقرر الرئيس فلاديمير بوتين أن يكون يوم الأحد الأول من نوفمبر/تشرين الثاني يوم حداد وطني على ضحايا الطائرة المنكوبة في مصر.[26] في 5 نوفمبر 2015، أعلنت قناة فرانس 24 أن الرئيس الروسي فلاديمير بوتين أمر بتعليق رحلات شركات الطيران الروسية إلى مصر بتوصية من استخبارات بلاده. وكلف بوتين كذلك الحكومة «بتأمين عودة المواطنين الروس» الموجودين في مصر، وفق الناطق باسم الكرملين دميتري بيسكوف. وتعتبر مصر من الوجهات المفضلة للروس. وحاليا هناك 45 ألف سائح روسي في مصر نحو نصفهم في شرم الشيخ بحسب ما قاله رئيس الوكالة الفدرالية الروسية للسياحة أوليغ سافونوف، كما ذكرت وكالة الأنباء الروسية الرسمية تاس.[27]
- فرنسا  ألمانيا: قررت شركة الطيران الفرنسية (آير فرانس) وشركة الطيران الألمانية (لوفتهانزا) تجنب التحليق فوق شبه جزيرة سيناء بعد تحطم الطائرة الروسية كإجراء احتياطي.[28]
- الأمم المتحدة: بعد سقوط الطائرة الروسية أعلنت الأمم المتحدة سيناء منطقة محظورة الطيران - المصريون [29]
- اسرائيل: كتب المتحدث باسم الجيش الإسرائيلي باللغة العربية أفيخاي أدرعي على حسابه في تويتر إن «جيش الدفاع من خلال طائرة استطلاع قام بعمليات البحث عن الطائرة الروسية في سيناء كما عرض مساعدة إضافية لروسيا ومصر لو تطلب الامر».[30] في حين نفى مصدر مصري مازعمه المتحدث باسم الجيش الإسرائيلي بمساعدة طائرة إسرائيلية في البحث عن الطائرة الروسية المنكوبة. وذكرت صحيفة يديعوت أحرونوت «أن مصر رفضت مشاركة إسرائيل في البحث عن الطائرة الروسية كما تلقت رفضا من جانب موسكو». وأشارت الصحيفة إلى أن القاهرة ردت على تل أبيب قائلة: «المساعدة غير ضرورية» في ظل وصول أطقم الإنقاذ والبحث المصرية لمكان الحادث الذي يبعد عن إيلات مسافة 105 كيلو مترات.[31]
- بريطانيا: في 4 نوفمبر 2015، قالت الحكومة البريطانية إن الطائرة الروسية التي تحطمت في شبه جزيرة سيناء المصرية «ربما سقطت بفعل عبوة ناسفة». وجرى تعليق الرحلات بين شرم الشيخ في مصر وبريطانيا مساء اليوم فيما يجري خبراء بريطانيون تقييما للوضع الأمني في المطار الدولي بالمدينة. وأعلنت الحكومة البريطانية أن التأجيلات جاءت كـ«إجراء احترازي» بعد «الكشف عن مزيد من المعلومات». وقد نشرت بي بي سي العربية أن فريق الخبراء البريطاني الذي يحقق في سبب سقوط طائرة الركاب الروسية في سيناء يعتقد أن قنبلة وضعت في المنطقة المخصصة لحمل الحقائب في بطن الطائرة قبل إقلاعها.[32] ونشرت بوابة الأهرام أن المملكة المتحدة ستجلي مواطنيها البالغ عددهم 20 ألفًا من شرم الشيخ بغض النظر عن التكلفة. وقالت إن الرحلات الطبيعية ربما لن تستأنف قبل أسبوع من الآن.[33]
- ايرلندا: تابعت أيرلندا قرار بريطانيا وقررت إيقاف الرحلات المتوجهة من شرم الشيخ إلي أيرلندا حتي انتهاء التقييم الأمني.[33]
- فرنسا  هولندا  بلجيكا: حذرت فرنسا وبلجيكا وهولندا رعاياها من السفر إلى شرم الشيخ[34]
- العراق: بعث نائب رئيس الجمهورية نوري المالكي ببرقية عزاء لضحايا الطائرة إلى الرئيس الروسي فلاديمير بوتين كان نصها «تلقينا بأسف بالغ نبأ سقوط الطائرة الروسية فوق الأراضي المصرية وما تسبب به من ضحايا وخسائر، وفي الوقت الذي نشاطركم فيه مشاعر الحزن والاسى لهذا الحادث المؤسف مقدرين لكم وقوفكم الثابت تجاه قضايانا العربية».[35]
- ايران: أعرب الرئيس الإيراني حسن روحاني، في رسالة إلى نظيره الروسي فلاديمير بوتين عن بالغ أسفه وحزنه لسقوط الطائرة الروسية ومصرع جميع ركابها معزياً روسيا حكومة وشعباً.[36]

## وقف الرحلات فوق سيناء
بعد ساعات من تبني تنظيم ولاية سيناء سارعت شركات طيران عالمية واقليمية إلى إعلان تجنب رحلاتها المرور فوق محافظة شمال سيناء، حيث اعلنت شركتا طيران لوفتهانزا الألمانية واير فرانس الفرنسية الأحد وقف رحلاتها فوق شبة جزيرة سيناء تبعتها شركة طيران الإمارات والخطوط الجوية القطرية وطيران الخليج البحرينية وطيران الإمارات وفلاي دبي والعربية للطيران وطيران الجزيرة الكويتية بالإضافة إلى شركة الاتحاد للطيران.

## نتائج التحقيقات
في يوم الثلاثاء 17 نوفمبر 2015، أعلن الرئيس الروسي فلاديمير بوتين أن تحطم الطائرة نتج عن عمل إرهابي. وتوعد بوتين المسؤولين عن الجريمة بالملاحقة والعقاب. وفي سياق متصل، قال مدير هيئة الأمن الفدرالية الروسية ألكسندر بورتنيكوف إنه بعد فحص الحقائب الخاصة بركاب الطائرة وكذلك أجزاء الطائرة تبين وجود آثار مواد متفجرة، مرجعا سبب تحطم الطائرة إلى انفجار عبوة ناسفة يدوية الصنع زرعت في الطائرة.
في 24 ديسمبر 2015، أعلنت مصر بأنه لا يوجد دليلا حتى الآن يثبت أن «عملا إرهابيا» أسقط الطائرة الروسية فوق سيناء.

## معرض صور

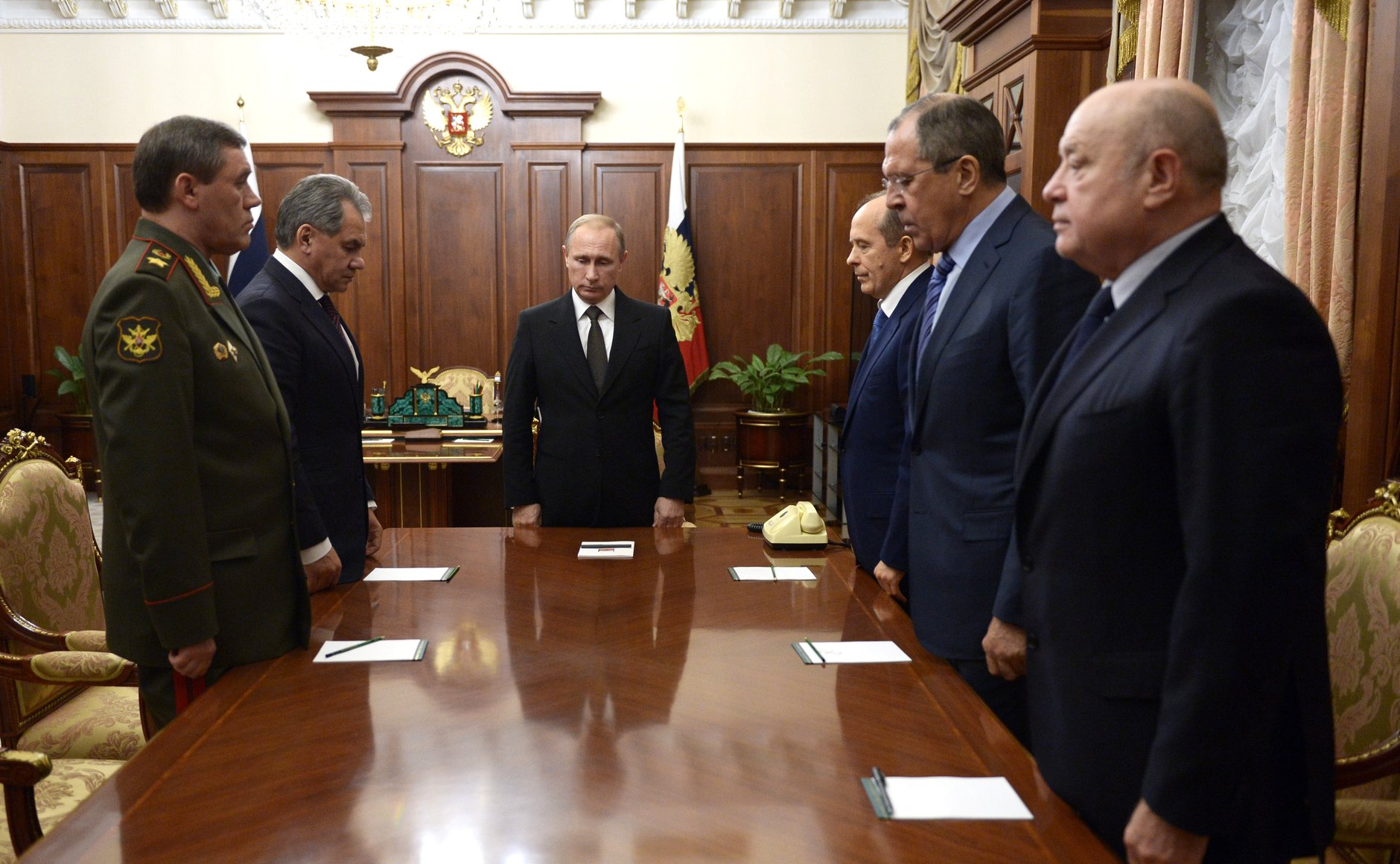
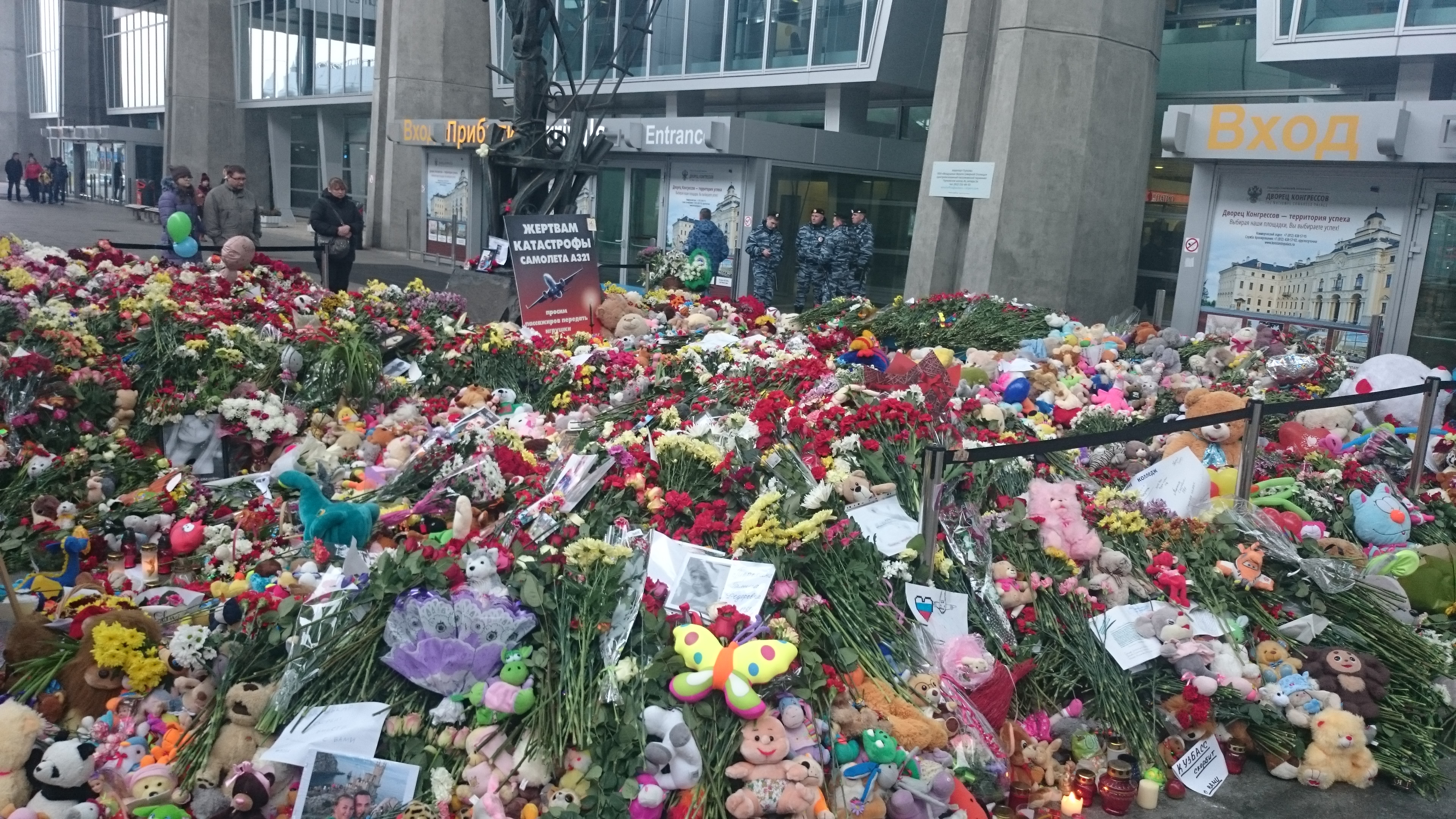
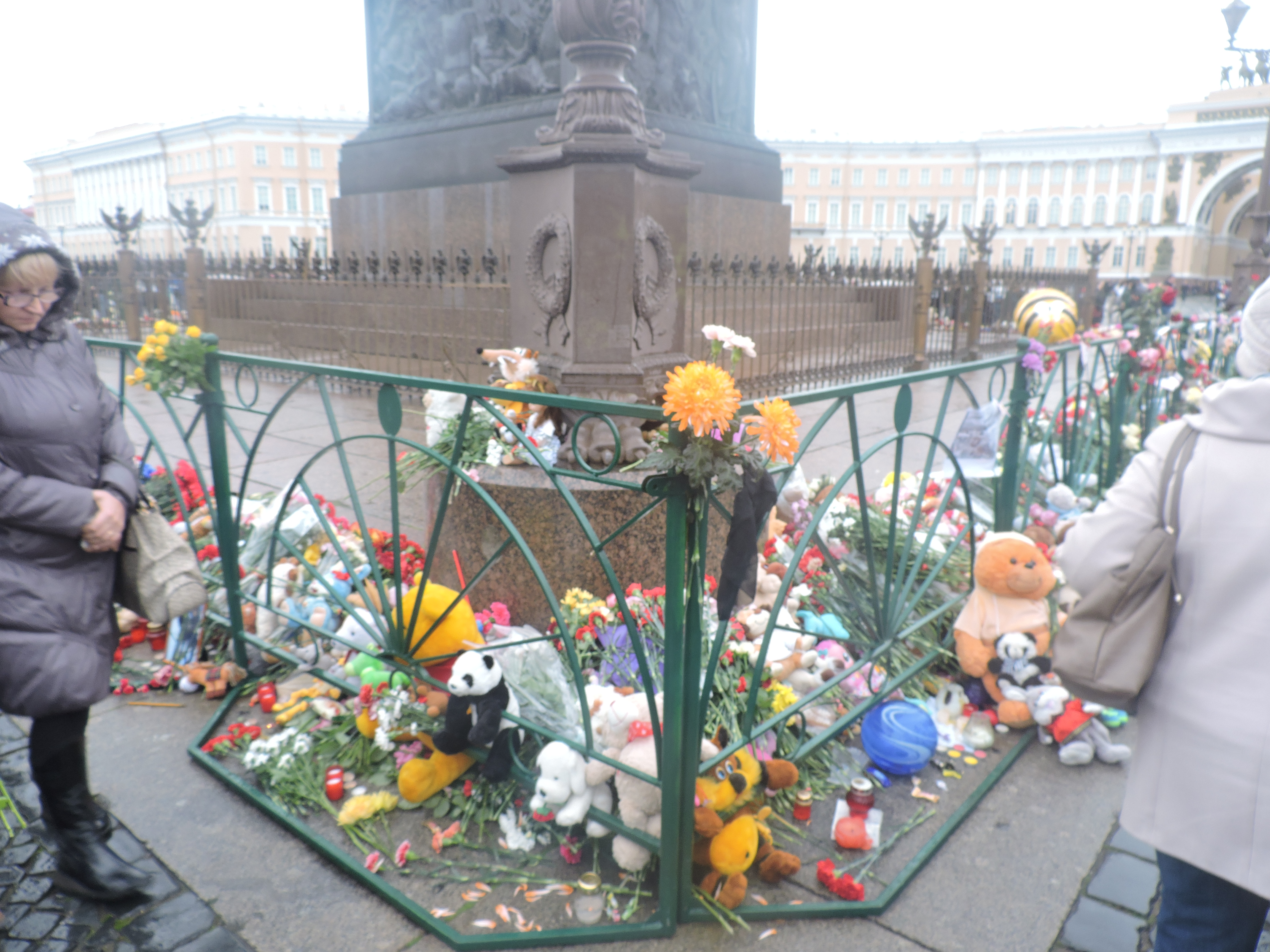

## وصلات خارجية
- (بالروسية) - Информация по рейсу 7К-9268 نسخة محفوظة 4 مارس 2016 على موقع واي باك مشين. - Metrojet's crisis page regarding Flight 9268
- (بالروسية) - А-321 EI-ETJ 31.10.2015 - لجنة الطيران الدولية
- "Списки пассажиров КГЛ9268 предоставленные Росавиацией". МЧС России. مؤرشف من الأصل في 2019-05-20. - EMERCOM of Russia - (بالروسية)
- "Крушение российского лайнера в Египте". Онлайн-репортаж. وكالة أنباء نوفوستي. 31 أكتوبر 2015. مؤرشف من الأصل في 2018-07-21. اطلع عليه بتاريخ 2015-10-31. - (بالروسية)
- 7K9268 flight history — FlightRadar24 - (بالإنجليزية)
- (بالعربية)/(بالإنجليزية)  - Information from the وزارة الطيران المدني
- (بالإنجليزية) Crisis – Airbus
- (بالفرنسية) Accident survenu dans la péninsule du Sinaï (Egypte) à l'Airbus A321-231, immatriculé EI-ETJ, Vol 7K-9268, samedi 31 octobre 2015 - مكتب التحقيق والتحليل لسلامة الطيران المدني
- (بالإنجليزية) Accident in the Sinai Peninsula (Egypt) to the Airbus A321-231, registered EI-ETJ, flight 7K-9268, on Saturday 31 October 2015 - مكتب التحقيق والتحليل لسلامة الطيران المدني
- (بالروسية) List of passengers